# Президентские выборы на Кипре (1973)
Президентские выборы на Кипре планировались к проведению 18 февраля 1973 года. Однако президент Макариос III оказался единственным кандидатом. В результате выборы не проводились и Макариос III был автоматически объявлен президентом.
В августе 1977 года после смерти Макариоса III пост президента временно занял председатель парламента Спирос Киприану.